# ASUS
ASUS или ASUSTeK Computer Inc. (ASUS) (на китайски: 華碩電腦股份有限公司, пинин: Huáshuo Diànnaǒ Gufen Yǒuxiàn Gōngsī) е многонационална компютърна компания, основана на 2 април 1990 г. в Тайпе, Тайван.
Основателите на фирмата работят преди това като компютърни инженери в ACER. Името ASUS идва от Пегас (Pegasus), крилатия кон от гръцката митология.
Портфолиото на компанията включва дънни платки, видеокарти, оптични устройства, дисплеи, десктоп-конфигурации, персонални компютри, ноутбуци, нетбуци, таблети, сървъри, смартфони, мултимедийни и безжични устройства (периферия) и мрежови устройства.
През 2007 година на изложението COMPUTEX Taipei компанията ASUS анонсира Eee PC – нова концепция ултракомпактни преносими компютри с тегло под 1 kg. Абревиатурата ЕЕЕ идва от израза на английски „Easy to Learn, Easy to Work, Easy to Play“ (Лесен за изучаване, лесен за работа, лесен за употреба). 
Председател на Борда на директорите на ASUS от 1993 до 2007 г. е Джони Ши (Jonney Shih), а от 2008 до 2018 г. – Джери Шин (Jerry Shen). Ръководители на Asustek Computer от 2019 г. са Си Су (Sy Hsu) и Самсон Ху (Samson Hu).